# Лорка Депортива
«Лорка Депортива» (исп. CF Lorca Deportiva) — испанский футбольный клуб из города Лорка, в провинции и автономном сообществе Мурсия. Клуб основан 20 июня 2002 года, расформирован 12 июня 2012 года, но уже 10 августа возрождён. Домашние матчи проводит на стадионе «Франсиско Артес Карраско», вмещающем 8120 зрителей. В Примере команда никогда не выступала, лучшим результатом является 5-е место в Сегунде в сезоне 2005/06.

## История клуба

### Старая «Лорка Депортива»
Клуб был основан в 2002 году на месте расформированной команды «Лорка». Новообразованная «Лорка Депортива» была заявлена в Терсеру. В своём первом же сезоне «Лорка Депортива» выиграла первенство и плей-офф за повышение в классе. Сезон 2003/04 команда завершила на втором месте в своей группе в Сегунде Б и проиграла плей-офф. Но уже в следующем сезоне с приходом нового главного тренера Унаи Эмери «Лорка Депортива» заняла четвёртую позицию в своей группе и выиграла плей-офф за повышение. Следующий сезон 2005/06 стал самым успешным в истории скромного клуба. В том сезоне «Лорка Депортива» заняла пятое место в Сегунде. Однако затем в клубе закончились деньги, Унаи Эмери и ведущие игроки покинули команду, а «Лорка Депортива» вылетела из Сегунды, заняв предпоследнее место. Следующие два сезона клуб провёл в Сегунде Б, но крупные долги не позволили команде продолжить выступления на этом уровне. В сезоне 2009/10 клуб смог выступить в Терсере и занять там третье место, но ситуация с долгами всё усложнялась.

#### Основание и первые успехи
«Лорка Депортива» была основана 20 июня 2002 года Антонио Ваньосом Альбасете и группой местных предпринимателей в связи с шатким положением «Лорки», главной команды города, исчезновение которой было не за горами. Новообразованная «Лорка Депортива» была заявлена в Терсеру. Первым главным тренером клуба был выбран Бениньо Санчес. Команда очень удачно стартовала в Терсере и в первом круге проиграла лишь однажды — клубу «Лас Палас» со счётом 0:1. Однако игра клуба оставляла желать лучшего, и Санчес был не раз вызван на разговор с президентом Баньосом.
В январе 2003 года Бениньо Санчес был уволен. В это время «Лорка Депортива» шла на третьем месте в чемпионате. Его заменил Кике Яге, в прошлом сезоне тренировавший «Лорку». С Яге «Лорка Депортива» не проиграла ни одной игры Терсеры. 9 марта 2003 года клуб провёл свой последний матч на старом Муниципальном стадионе, обыграв со счётом 2:1 принципиального соперника, клуб «Каравака». В честь открытия стадиона «Эстадио Франсиско Артес Карраско» был организован товарищеский матч с «Барселоной», который был проигран со счётом 1:4. Первый гол клуба на новом стадионе забил Арамбарри. Первая официальная игра на новом стадионе состоялась 18 марта против клуба «Агилас».
В конце сезона «Лорка Депортива» выигрывает свою группу в Терсере, а затем и плей-офф за повышение в классе.

#### Подъём в Сегунду
В своём первом же сезоне в Сегунде Б «Лорка Депортива» удивила всех и вся, заняв по итогам сезона второе место, пропустив вперёд только «Лериду». Клуб получил возможность сыграть в переходных плей-офф за выход в Сегунду, однако по итогам встреч с такими противниками как «Понтеведра», «Мирандес» и «Бадахос» подняться во вторую лигу команде так и не удалось.
Во втором сезоне в Сегунде Б дела у команды не задались с самого начала турнира. В итоге после серии неудач был уволен главный тренер Кике Яге. Его заменой, ко всеобщему удивлению, стал настоящий шаблон неудачника, бывший игрок клуба Унаи Эмери. С Эмере на тренерской скамейке «Лорка Депортива» стремительно взлетела в турнирной таблице, и после великолепно сыгранного второго круга турнира заняла четвёртое место, гарантировав себе выход в переходный плей-офф. По итогам эпического противостояния с командой «Реал Унион» «Лорка Депортива» вышла в Сегунду. Исторический гол забил Хуан Карлос Рамос.

#### Взлёт и падение клуба в Сегунде
Сезон 2005/06 стал лучшим в истории скромной команды из Лорки. Команда Унаи Эмери на равных с фаворитами боролась за выход в Примеру. Первый круг «Лорка Депортива» закончила в середине таблицы, но потом взмыла вверх, обыгрывая одного конкурента за другим. В конце сезона президент клуба Баньос обвинил команду «Леванте» в договорных матчах и подкупе игроков. В «Леванте» свою вину отрицали и осуждали президента клуба из Лорки. Позднее бывший игрок лоркского клуба Маноло Идальго признался в получении взяток от руководителей «Леванте» за сдачу игр. Домашнее поражение от «Лериды» и нулевая ничья с «Леванте» в последних турах похоронили все надежды клуба на исторический выход в Примеру. Несмотря на это, после заключительного матча сезона с «Полидепортиво» игроков и тренера встречали как настоящих героев.
Сезон 2006/07 сложился провально. Команду покинул главный тренер Унаи Эмери, а также ведущие игроки команды, такие как Факундо Сава, Франсиско Вега и Тати. «Лорка Депортива» делает все усилия, чтобы сохранить спортивного директора Педро Реверте, предложив ему оклад в размере € 200 000. Позднее этот поступок стал роковым для клуба, выплата оклада продолжалась несколько лет.

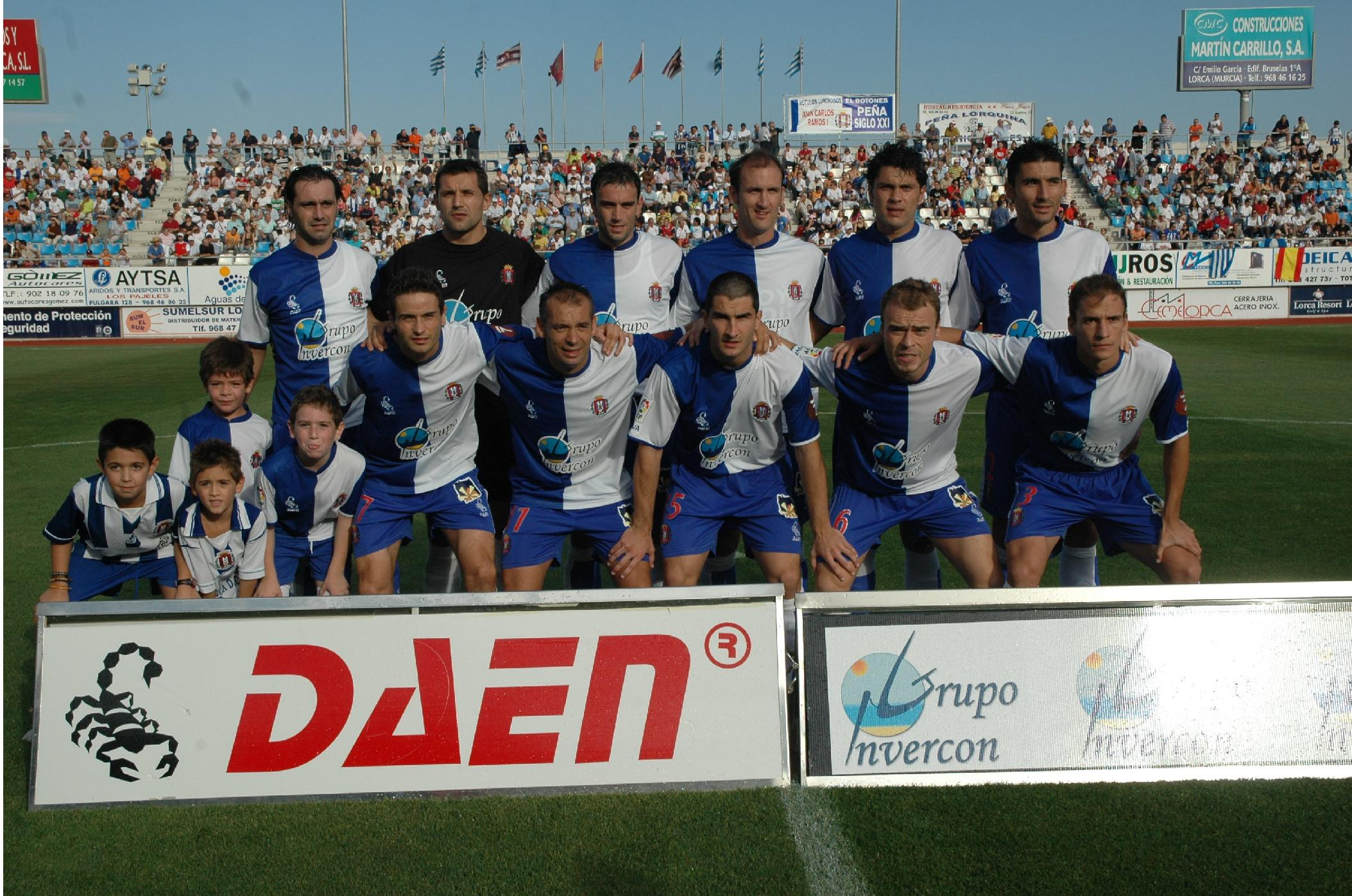
«Лорка Депортива» в сезоне 2006/07

По ходу сезона был уволен главный тренер Хосе Аурелио Гай. При выборе нового главного тренера возник конфликт между президентом, который хотел видеть на этом посту Давида Видаля и спортивным директором, который предлагал пригласить Хосе Марию Сальмерона. В конце концов выбрали Хосе Марию Сальмерона, который был уволен через два месяца после назначения. Доигрывала сезон «Лорка Депортива» под руководством Виктора Басадре, бывшего главного тренера второй команды, «Лорка Депортива Б». В итоге «Лорка Депортива» вылетела из Сегунды, заняв предпоследнее, двадцать первое место.

#### Первые финансовые проблемы
После вылета в Сегунду Б команду возглавил Мигель Альварес. Задачей на сезон 2007/08 стояло возвращение в Сегунду, однако плохая подготовка к сезону и экономические проблемы привели к тому, что «Лорка Депортива» стала бороться за выживание. После игры с клубом «Реал Бетис Б» команда занимает одиннадцатое место и остаётся в этом дивизионе.
После окончания сезона совет директоров клуба начал искать покупателя для испытывающий финансовые трудности команды. Нашёлся покупатель в лице мурсийского бизнесмена Антонио Висенте Гарсии. Его компания направляет своё предложение о покупке клуба совету директоров. Однако через несколько недель Гарсия передумывает и покупает другой клуб, «Агилас». В итоге клуб покупает Мигель Муньос Каррильо. В начале своей деятельности он обнаруживает, что долг клуба выше, чем ожидалось, однако дал согласие на его выплату.

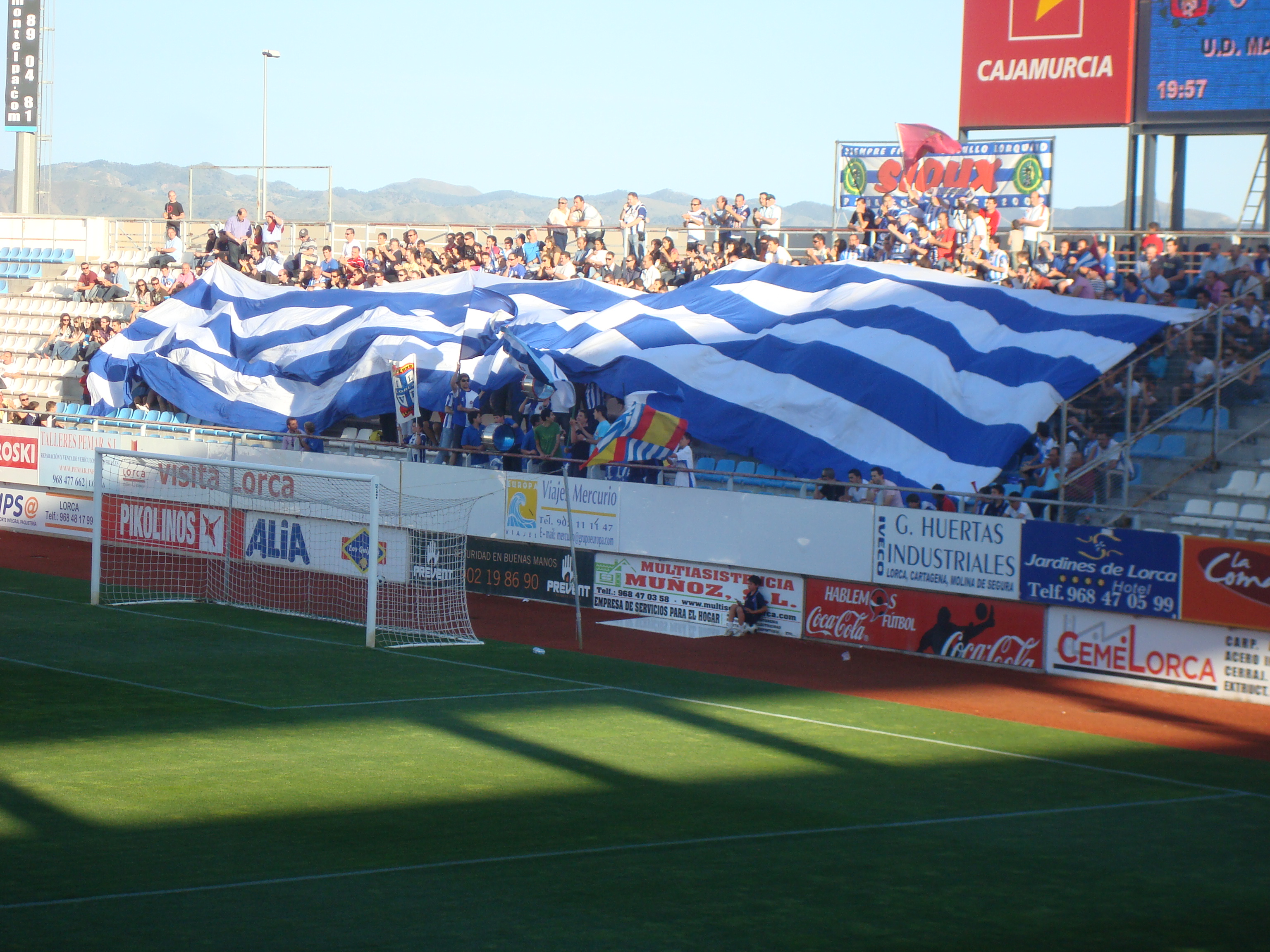
«Лорка Депортива» празднует победу над «Марбельей» в сезоне 2008/09

Новым главным тренером клуба стал Габриэль Корреа, который до этого тренировал «Караваку». Был подписан бывший игрок национальной сборной Румынии Даниэль Оприца. Однако эти подписания оказались неудачными. Габриэль Корреа был уволен 19 октября, а контракт с Оприцей был расторгнут после трёх сыгранных матчей. Спортивный директор Хоакин Вигерас занялся поисками нового главного тренера. Им стал бывший главный тренер клуба «Атлетико Цитаделья» Роберто Агирре.

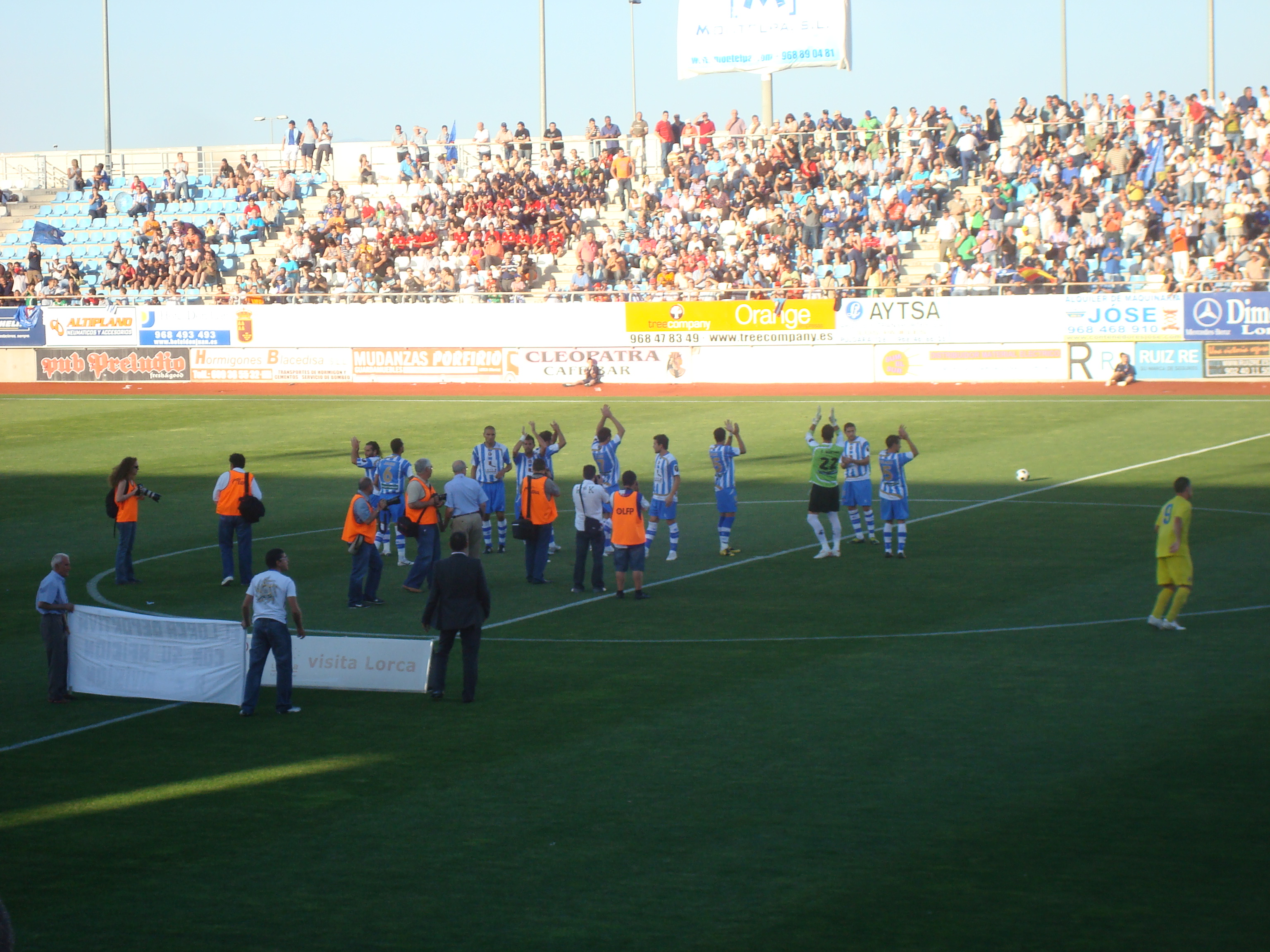
«Лорка Депортива» проигрывает команде «Вильярреал Б» в сезоне 2008/09

Официально Мануэль Муньос вступил в свою должность 8 января 2009 года. Он пересмотрел планы на сезон. План удаётся, и «Лорка Депортива» заканчивает сезон на втором месте, пропустив вперёд только «Картахену». Жребий сводит команду с «Марбельей». Первый матч «Лорка Депортива» выигрывает со счётом 2:0, а второй матч был проигран со счётом 0:1. Следующим соперником клуба стал «Вильярреал Б». Первую встречу «Лорка Депортива» проиграла со счётом 0:1, пошатнув свои шансы на возвращение в Сегунду. А вторая игра была проиграна со счётом 2:3, окончательно разрушив все надежды клуба на повышение в классе.

#### Спуск в Терсеру
После сезона 2008/09 началось судебное разбирательство с бывшим спортивным директором клуба Педро Реверте и бывшими игроками. Суд начался 17 июня и вёлся до 26 июня, когда был оглашён приговор. «Лорка Депортива» была обязана выплатить задолженность на сумму 379 000 € игрокам и Педро Реверте. Руководство клуба пообещало выплатить игрокам и спортивному директору, однако оно этого так и не сделало, вследствие чего игроки начали жаловаться федерации футболистов Испании. Будущее команды стало неопределённым. Мануэль Муньос заявил, что не бросит клуб «Лорка Депортива», пока он не выйдет в Примеру и начинает переговоры с игроками по выплате оставшегося долга в размере 363 000 €.
13 июля было объявлено, что бразильский тренер Бету Бьянки, бывший главный тренер «Атлетико Сьюдада», не будет тренировать клуб «Лорка Депортива», пока президентом остаётся Муньос. Вместе с Хоакином Вигерасом они подают жалобы на деятельность Муньоса в федерацию футболистов Испании. Появился слух, что Муньос купит клуб «Мораталья», если его «Лорка Депортива» не сможет рассчитаться с игроками и упадёт в Терсеру. Дальнейшее будущее клуба было практически предрешено. 31 июля Муньос опроверг слухи о покупке Моратальи», а «Лорка Депортива» была понижена в Терсеру, не расплатившись с игроками.
11 августа Мануэль Муньос объявил на пресс-конференции, что команда будет выступать в Терсере и перейдёт на систему любительских контрактов, чтобы хоть как-то поддерживать нестабильную финансовую ситуацию. Он также обвинил в финансовых махинациях предыдущего президента клуба Баньоса. Неофициально руководить клубом стали братья Анхель и Фернандо Преса. Новым главным тренером команды был назначен бывший игрок расформированного несколько лет назад клуба «Лорка» Хулио Альгар, а также на любительской основе были подписаны контракты с 22 игроками.

#### Агония в Терсере
Сезон 2009/10 «Лорка Депортива» начала достаточно хорошо, и вскоре попала в четвёрку лидеров, несколько дней даже возглавляла турнирную таблицу своей группы. В Кубке Федерации команда дошла до полуфинала. А в декабре прекратил работу тренировочный центр клуба. Игроки планировали бойкотировать первый полуфинальный матч Кубка Федерации, однако всё-таки вышли на поле. «Лорка Депортива» выходит в финал. Однако 16 марта игроки начали угрожать бойкотировать все оставшиеся игры, пока «Лорка Депортива» не рассчитается с долгами. После встречи с Анхелем Пресой они решают играть дальше, но на следующей неделе Анхель и официальный президент клуба Муньос объявляют о том, что не собираются выплачивать долги. Игроки решают взять терпящий бедствие клуб на себя. На финальных матчах Кубка Федерации игроки собрали 4 700 евро выручки, а их команда уступила клубу «Сан Рок».
29 марта представители клуба «Лорка Депортива» заявили кредиторам о добровольном банкротстве. Адвокат Гонсало Де ла Пенья Клавель был назначен ликвидатором, также ему поручили провести исследование клуба на дальнейшее существование. 6 мая он объявил игрокам и персоналу о том, что «Лорка Депортива» находится в практически безвыходном положении. Небольшие шансы на спасение были бы только в случае выхода команды в Сегунду Б. «Лорка Депортива» занимает третье место в своей группе, выйдя в плей-офф. Но команда уступает первому же сопернику, «Аро Депортиво», обрекая себя на ликвидацию.

### «Олимпико»
В сезоне 2010/11 «Лорка Депортива» была переименована в «Олимпико» и переехала из Лорки в Тотану. Однако этим спасти клуб не удалось. 18 октября 2010 года «Олимпико» снялся с чемпионата, клуб покинули все игроки и персонал. За все оставшиеся игры первенства команде засчитали технические поражения. В 2012 году «Олимпико» был окончательно ликвидирован.

#### Единственный сезон на новом месте
Летом уже никто не верил в дальнейшее существование клуба. От Муньоса и ликвидатора не поступало новой информации. Правление города проинформировало клуб, что они не смогут играть на «Эстадио Франсиско Артес Карраско». Бизнесмен Кристобаль Алькантара купил клуб «Сангонера Атлетико» и перевозит его в Лорку, тем самым образовав команду «Лорка Атлетико». «Лорка Депортиво» и «Лорка Атлетико» претендуют на место расформированного клуба «Атлетико Сьюдад» в Сегунде Б. В итоге место достаётся «Лорке Атлетико». «Депортива» арендует стадион клуба «Альмерия Б» для участия в следующем сезоне. 12 августа президент Мигель Муньос уходит в отставку со своего поста. Новым президентом становится Хуан Сегура Диас, предприниматель из Уэркаль-Овера, хотя вместо назначения нового президента вполне могли объявить о прекращении существования клуба. Новым главным тренером был назначен Бету Бьянки, а основу команды составили некоторые игроки, выступавшие в прошлом сезоне. Новый президент отменяет аренду стадиона «Альмерии Б» и перевозит команду в Тотану. Также он переименовывает «Лорку Депортива» в «Олимпико» и меняет клубные символы. А в октябре «Олимпико» снимается с чемпионата.
На некоторое время клуб перестаёт функционировать. 19 апреля 2012 года уходит в отставку президент Сегура, начинает разрабатываться план ликвидации. 12 июня 2012 года был опубликован план ликвидации клуба, и «Олимпико» прекратил своё существование.

### Возрождение команды
После ликвидации «Олимпико» болельщики решили возродить команду. Новая «Лорка Депортива» была заявлена в мурсийскую Примеру Автономику. Свой первый сезон возрождённая команда закончила на восьмом месте.

#### Становление новой команды и её первый сезон
6 августа 2012 года была обсуждена возможность возрождения команды болельщиками. Новая «Лорка Депортива» была создана 10 августа 2012 года и была заявлена в мурсийскую Примеру Автономику. Президентом клуба стал Хоакин Флорес Алькасар. Главным тренером назначили Сальвадора Романа. 22 августа был организован просмотр для игроков, желающих попасть в клуб. После двух товарищеских встреч был утверждён состав возрождённой команды. Первый матч команды был против клуба «Олимпико Б» и завершился вничью. 7 марта в клуб вернулся легендарный капитан старой команды Антонио Роблес. 19 марта назначили нового главного тренера Хорхе Торресилью. Завершила сезон возрождённая команда на восьмом месте.

## Президенты клуба
| Дата назначения | Дата отставки            | Президент                |
| --------------- | ------------------------ | ------------------------ |
| 20 июня 2002    | 1 августа 2008           | Антонио Баньос Альбасете |
| 1 августа 2008  | 12 августа 2010          | Мануэль Муньос Каррильо  |
| 12 августа 2010 | 19 апреля 2012           | Хуан Сегура Диас         |
| 22 августа 2012 | нынешний президент клуба | Хоакин Флорес Алькасар   |

## Клубный гимн
Adelante Lorca Deportiva

Aquí está tu vibrante afición

Nuestras voces también con su aliento

Te dará fuerza, garra y corazón.

Lorca, Lorca, campeón.
Гимн клуба был написан Пелегрином Клементе Мансанерой, музыку сочинил Хосе Матеос Лоренте. Адаптацию выполнил Антонио Лопес Мансанера.
Гимн был сочинён для одного из предшественников клуба «Лорка Депортива», «CF Lorca Deportiva», но он стал использоваться преемниками той команды.
Текст гимна ни разу не изменялся с момента его сочинения, поэтому он был назван в честь команды «Лорка Депортива».

## Клубный логотип
Клуб «Лорка Депортива» использует логотип клуба «CF Lorca Deportiva», расформированного в 1994 году.
- Замок: в центре щита изображён замок Лорка и король Альфонсо X, король Испании, завоевавший Лорку. В правой руке он несёт ключ от города, а в левой меч.
- Синие и белые полосы: клубные цвета, делятся на три синие и две белые вертикальные полосы в центре щита.
- Венок: лавровый венок, окружающий щит. Символ победы в Древней Греции. Левая ветвь лаврового венка длиннее правой.

### Клубные цвета
| Синий | Белый |

## Форма команды
- Основная форма: белая футболка с синими вертикальными полосами, синие шорты и белые гетры с синими горизонтальными полосами.
- Гостевая форма: розовая с чёрным футболка, чёрные шорты и чёрные гетры.
- Резервная форма: чёрная футболка с белой окантовкой, чёрные шорты и чёрные гетры.

### Клубная форма
| 2002/03 | 2003/04 | 2004/05 | 2005/06 | 2006/08 | 2008/09 | 2009-12 | 2012-16 | 2016-17 |

### Экипировка и спонсоры
В следующих таблицах перечислены поставщики экипировки и титульные спонсоры клуба «Лорка Депортива» с момента основания:
| Период    | Поставщик экипировки |
| --------- | -------------------- |
| 2002-2005 | Daen Sport           |
| 2005-2006 | J'Hayber             |
| 2006-н.в. | Daen Sport           |

| Период    | Титульный спонсор        |
| --------- | ------------------------ |
| 2002-2003 | Grupo de Empresas 2002   |
| 2003-2007 | Grupo Invercon           |
| 2007-2009 | Lorca, Taller del Tiempo |
| 2009-н.в. | Отсутствует              |

## Стадион

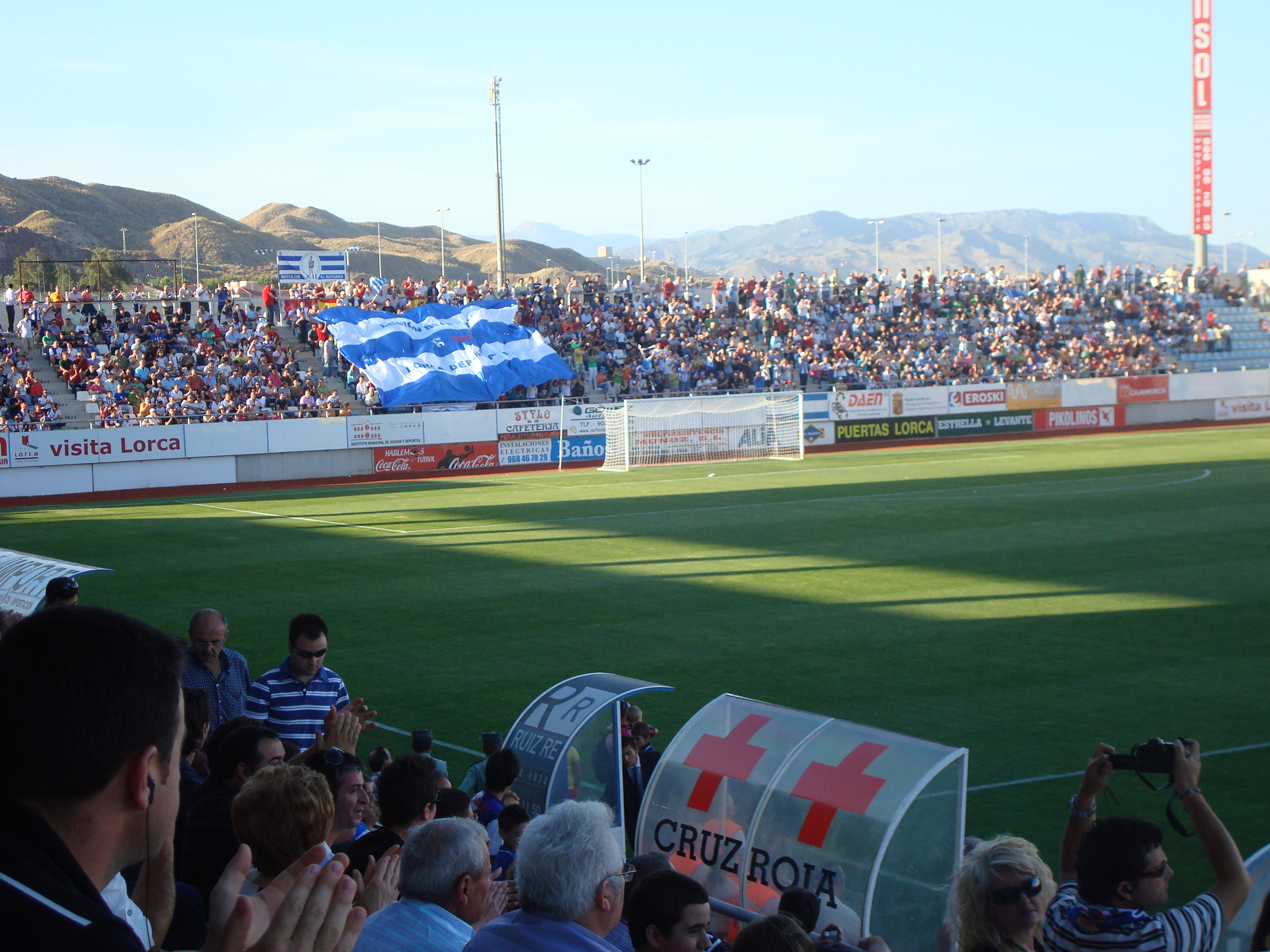
«Эстадио Франсиско Артес Карраско»

### «Муниципель де Сан Хосе»
«Лорка Депортива» проводила игры на этом стадионе до 9 марта 2003 года. Последний матч на этом стадионе, против «Караваки», «Лорка Депортива» выиграла со счётом 2:1.

### «Эстадио Франсиско Артес Карраско»
В честь открытия стадиона «Эстадио Франсиско Артес Карраско» был организован товарищеский матч с «Барселоной», который был проигран со счётом 1:4. Первый гол клуба на новом стадионе забил Арамбарри. Первая официальная игра на новом стадионе состоялась 18 марта против клуба «Агилас».
Также на этом стадионе проводит некоторые свои матчи молодёжная сборная Испании по футболу. Однажды этот стадион использовался и сборной Испании.
Ещё на стадионе «Эстадио Франсиско Артес Карраско» проводятся и благотворительные матчи с участием известных людей.

## Статистика выступлений от сезона к сезону
| Сезон   | Лига           | Место | Кубок Испании | Плей-офф   | Кубок Федерации | Кубок Мурсии |
| ------- | -------------- | ----- | ------------- | ---------- | --------------- | ------------ |
| 2002/03 | Терсера        | 1-е   | -             | Повышен    | 1/8 финала      | Победитель   |
| 2003/04 | Сегунда B      | 2-е   | Второй раунд  | Не повышен | -               | -            |
| 2004/05 | Сегунда B      | 4-е   | 1/8 финала    | Повышен    | -               | -            |
| 2005/06 | Сегунда        | 5-е   | Первый раунд  | -          | -               | -            |
| 2006/07 | Сегунда        | 21-е  | Первый раунд  | -          | -               | -            |
| 2007/08 | Сегунда B      | 11-е  | Первый раунд  | -          | 1/16 финала     | -            |
| 2008/09 | Сегунда B      | 2-е   | -             | Не повышен | -               | -            |
| 2009/10 | Терсера        | 3-е   | Первый раунд  | Не повышен | Финалист        | -            |
| 2010/11 | Терсера        | 20-е  | -             | -          | -               | -            |
| 2012/13 | Примера Мурсии | 8-е   | -             | -          | -               | -            |
| 2013/14 | Примера Мурсии | 3-е   | -             | -          | -               | -            |
| 2014/15 | Лига Мурсии    | 1-е   | -             | -          | -               | -            |
| 2015/16 | Терсера        | 1-е   | -             | Не повышен | -               | -            |

## Главные тренеры клуба
| Дата назначения | Дата отставки   | Главный тренер         |
| --------------- | --------------- | ---------------------- |
| 20 июня 2002    | 19 января 2003  | Бениньо Санчес         |
| 20 января 2003  | 20 декабря 2004 | Кике Яге               |
| 21 декабря 2004 | 19 июня 2006    | Унаи Эмери             |
| 1 июля 2006     | 18 декабря 2006 | Хосе Аурелио Гай       |
| 19 декабря 2006 | 21 декабря 2006 | Леонардо Лопес (и. о.) |
| 23 декабря 2006 | 26 февраля 2007 | Хосе Мария Сальмерон   |
| 27 февраля 2007 | 18 июня 2007    | Виктор Мануэль Басадре |
| 1 июля 2007     | 19 мая 2008     | Мигель Альварес        |
| 9 июля 2008     | 19 октября 2008 | Габи Корреа            |
| 20 октября 2008 | 10 ноября 2008  | Хоакин Вигерас (и. о.) |
| 11 ноября 2008  | 30 июня 2009    | Роберто Агирре         |
| 20 августа 2009 | 24 мая 2010     | Хулио Альгар           |
| 25 августа 2010 | 22 октября 2010 | Роберто Бьянки         |
| 22 августа 2012 | 19 марта 2013   | Сальвадор Роман        |
| 19 марта 2013   | 1 июня 2013     | Хорхе Торресилья       |

## Прежние названия
- 2002—2010 — «Лорка Депортива»
- 2010—2012 — «Олимпик»
- с 2012 — «Лорка Депортива»

## Достижения
- Сегунда B
  - Вице-чемпион (2): 2003/04, 2008/09
- Терсера
  - Победитель: 2002/03
- Кубок федерации
  - Финалист: 2009/10
- Кубок федерации Мурсии
  - Победитель: 2002/03

### Товарищеские турниры
- Трофей Плайя и Соль
  - Победитель (2): 2004, 2006
- Трофей семи пляжей
  - Победитель: 2009
- Трофей Хуана Кайелы
  - Победитель: 2009

## Статистика
- Высшее место в лиге: 5 место в Сегунде (сезон 2005/06)
- Низшее место в лиге: 8 место в Примере Автономике (сезон 2012/13)
- Самая крупная домашняя победа: «Лорка Депортива» 7:1 «Дитер Сафра» в сезоне 2004/05
- Самая крупная выездная победа: «Плюс Ультра» 0:5 «Лорка Депортива» в сезоне 2009/10
- Самое крупное домашнее поражение: «Лорка Депортива» 0:4 «Кастельон» в сезоне 2006/07
- Самое крупное выездное поражение: «Малага» 4:0 «Лорка Депортива» в сезоне 2006/07
- Тренер с наибольшим числом игр: Кике Яге (85 игр)
- Вратарь с наибольшим числом игр: Хавьер Хауреги (107 игр)
- Полевой игрок с наибольшим числом игр: Антонио Роблес (точное число игр неизвестно, свыше 178)
- Лучший бомбардир: Айтор Уэгун (36 голов)